# فیات پالیو
فیات پالیو (انگلیسی: Fiat Palio) یک خودروی سوپرمینی است که توسط سازنده ایتالیایی فیات از سال ۱۹۹۶ تا ۲۰۱۷ تولید شده است. بازار هدف این خودرو کشورهای در حال توسعه است. این خودرو در کشورهای مختلف جهان تولید شده است و پلت فرم آن نیز در خودروهای مختلف استفاده می‌شود.